# Ефективна проникність гірських порід
Проникність ефективна (рос. проницаемость эффективная; англ. effective permeability; нім. effektive Permea-bilität f) – проникність гірських порід для будь-якої рідини або газу за одночасної присутності або руху в ній інших флюїдів (газ–вода, вода–нафта, газ–нафта–вода), наприклад, проникність для нафти при одночасній наявності в порах води. Для заданої рідини (або газу) залежить від ступеня насиченості порового простору породи цією рідиною (або газом). Ефективна проник-ність є функцією не тільки будови пористого середовища, але і насиченості цього середовища різними фазами флюїдів.
Якщо частина пор зайнята іншою фазою, то опір течії рухомої фази збільшується, тобто проникність для цієї рідини стає меншою. Для суміші двох фаз – нафти і води – із збільшенням вмісту води в пористому середовищі проникність для нафти зменшується від величини абсолютної проникності до нуля, а проникність для води зростає від нуля до величини аб-солютної проникності. В точці сходження кривих відносні проникності як для нафти, так і для води становлять близько 0,2. Сума коефіцієнтів відносних проникностей для нафти і води становить всього 0,3, тобто наявність другої фази в пористому середовищі зменшує загальну проникність породи в 3 рази.